# Brachymeles muntingkamay
Brachymeles muntingkamay là một loài thằn lằn trong họ Scincidae. Loài này được Siler, Rico, Duya & Brown mô tả khoa học đầu tiên năm 2009.